# Lina Alsmeier
Lina Alsmeier (ur. 29 czerwca 2000 w Nordhornie) – niemiecka siatkarka, reprezentantka kraju, grająca na pozycji przyjmującej. 

## Kariera klubowa
| Kariera juniorska         | Kariera juniorska                  |
| ------------------------- | ---------------------------------- |
| Sezon                     | Klub                               |
| 2015/2016 (od 20.01.2016) | SCU Emlichheim                     |
| 2016/2017                 | USC Münster (2. Bundesliga Północ) |
| Kariera seniorska         |                                    |
| Sezon                     | Klub                               |
| 2017/2018                 | USC Münster                        |
| 2018/2019                 | USC Münster                        |
| 2019/2020                 | USC Münster                        |
| 2020/2021                 | SSC Palmberg Schwerin              |
| 2021/2022                 | SSC Palmberg Schwerin              |
| 2022/2023                 | SSC Palmberg Schwerin              |
| 2023/2024                 | Il Bisonte Firenze                 |
| 2024/2025                 | Igor Gorgonzola Novara             |
| 2025/2026                 | Igor Gorgonzola Novara             |

## Sukcesy klubowe
Superpuchar Niemiec:
- 2020

Puchar Niemiec:
- 2021, 2023[5]

Puchar CEV:
- 2025[6]

## Nagrody indywidualne
- 2020: MVP Superpucharu Niemiec